# Кубок Вірменії з футболу 1993
Кубок Вірменії з футболу 1993 — 2-й розіграш кубкового футбольного турніру у Вірменії. Володарем кубка вперше став Арарат.

## Перший раунд
Матчі відбулися 27 і 29 березня 1993 року. Команда Бананц (Котайк) пройшла до наступного раунду автоматично після жеребкування.
| Команда 1              | Рахунок | Команда 2                |
| ---------------------- | ------- | ------------------------ |
| Арагац (Гюмрі) (2)     | -:+     | Наїріт (Єреван)          |
| СКА (Іджеван) (2)      | 0:1     | Імпульс (Діліжан)        |
| Арташат (2)            | 0:10    | Арарат                   |
| Ачин (2)               | 0:5     | ВЗСС                     |
| Лорі (2)               | 1:2     | Ширак                    |
| РШОР (Єреван) (2)      | 1:7     | Цемент (Арарат)          |
| Алмаз (Єреван) (2)     | 1:3     | Котайк                   |
| Єгвард (2)             | 0:1     | АСС-СКІФ (Єреван)        |
| Автоген (Ванадзор) (2) | 0:6     | Ван (Єреван)             |
| Луйс-Арарат (2)        | 2:4 дч  | Звартноц                 |
| Карін (2)              | 1:2 дч  | Касах (Аштарак)          |
| СКІФ-2 (Єреван) (2)    | 1:2     | Єразанк                  |
| Туфагорц (2)           | 1:7     | Каназ (Єреван)           |
| Гегард (2)             | -:+     | Малатія-Кілікія (Єреван) |
| Лернагорц (2)          | -:+     | Ахтамар (2)              |

## Другий раунд
Матчі відбулися 2 і 3 квітня 1993 року.
| Команда 1                | Рахунок         | Команда 2         |
| ------------------------ | --------------- | ----------------- |
| Малатія-Кілікія (Єреван) | 0:1             | Арарат            |
| ВЗСС                     | 1:0             | Каназ (Єреван)    |
| Звартноц                 | 0:2             | Ширак             |
| АСС-СКІФ (Єреван)        | 3:0             | Ахтамар (2)       |
| Касах (Аштарак)          | 1:5             | Ван (Єреван)      |
| Бананц (Котайк)          | 8:1             | Імпульс (Діліжан) |
| Єразанк                  | 1:1 дч пен. 3:5 | Котайк            |
| Наїріт (Єреван)          | 1:3             | Цемент (Арарат)   |

## Чвертьфінали
Перші матчі відбулися 6 квітня, а матчі-відповіді — 21 квітня 1993 року.
| Команда 1         | Заг.    | Команда 2       | 1-й матч | 2-й матч |
| ----------------- | ------- | --------------- | -------- | -------- |
| Бананц (Котайк)   | 11:0    | Ван (Єреван)    | 4:0      | 7:0      |
| АСС-СКІФ (Єреван) | 1:3     | Ширак           | 0:0      | 1:3      |
| Арарат            | 7:2     | Котайк          | 4:1      | 3:1      |
| ВЗСС              | 2:2 (ч) | Цемент (Арарат) | 1:0      | 1:2 дч   |

## Півфінали
Перші матчі відбулися 30 квітня, а матчі-відповіді — 14 і 15 травня 1993 року.
| Команда 1 | Заг.    | Команда 2       | 1-й матч | 2-й матч |
| --------- | ------- | --------------- | -------- | -------- |
| Ширак     | 3:2     | Бананц (Котайк) | 2:1      | 1:1      |
| ВЗСС      | 3:3 (ч) | Арарат          | 2:2      | 1:1      |

## Фінал
| 25 травня 1993 |

| Арарат                           | 3:1 | Ширак        |
| -------------------------------- | --- | ------------ |
| Мхітарян 30' Шахгельдян 77', 83' |     | Тагмазян 27' |

| Стадіон «Раздан», Єреван Глядачів: 7 000 Арбітр: С.Казарян |